# Scorțoasa
Scorțoasa – wieś w Rumunii, w okręgu Buzău, w gminie Scorțoasa. W 2011 roku liczyła 533 mieszkańców.